# Umweltamt
Umweltamt und Umweltbehörde sind verbreitete Bezeichnungen für Behörden, die mit dem Vollzug des Umweltrechts betraut sind. Sie sind in Deutschland oft Fachabteilungen der Verwaltungen von Landkreisen und kreisfreien Städten sowie in den Umweltministerien der Länder. In dieser Funktion nehmen sie in der Regel Aufgaben der Naturschutzbehörde, Wasserbehörde sowie des Immissionsschutz-, Abfall- und Bodenschutzrechts wahr. Staatliche Umweltämter mit der Funktion der Oberen Umweltbehörde gibt es heute in vielen Bundesländern als Landesamt.
Im Laufe der Entwicklung des Umweltschutzes und der Verwaltungsreformen gab es zum Ende des 20. Jahrhunderts eine Zusammenlegung mit Fachbehörden, die ähnliche Aufgaben hatten: Das Umweltbundesamt in Deutschland wurde 1974 gegründet. Danach entstanden zum Beispiel um 1990 in Niedersachsen aus den Wasserwirtschaftsämtern die Staatlichen Ämter für Abfall- und Wasserwirtschaft. In Hessen gibt es Staatliche Umweltämter als Mittelbehörden im Bereich des Umweltrechts, welche den jeweiligen Regierungspräsidien zugeordnet sind.  Mit Änderung der Behördenstruktur wurden die Staatlichen Umweltämter in Nordrhein-Westfalen 2007 aufgelöst und den Bezirksregierungen zugeordnet. Seitdem gibt es dort in den jeweiligen Abteilungen 5 mit den Dezernaten 51 bis 54 Fachdezernate für Natur- und Landschaftsschutz (51), Abfallwirtschaft (52), Immissionsschutz (53) und Wasserwirtschaft (54) jeweils einschließlich anlagenbezogenem Umweltschutz. Die Zuständigkeit der jeweiligen Behörde ist in der Zuständigkeitsverordnung Umweltschutz NRW (ZustVU NRW) geregelt.

## Städtische Umweltämter
Bei der Stadt Frankfurt am Main zum Beispiel sehen die Aufgabenfelder des Umweltamtes wie folgt aus:
- Landschaftsplanung und Grünordnung
- Abfallentsorgung und Abfallverwertung
- Umweltvorsorge
- Bodenschutz und Gewässerschutz
- Naturschutz und Baumschutz
- Ökologische Landwirtschaft
- Immissionsschutz
- Schornsteinfegerwesen[2]
- Tierschutz und Artenschutz
- Klimaschutz
- Umweltinformationen

Die Stadtverwaltung von Emden beschreibt die Aufgaben des Fachdienstes Umwelt wie folgt: „Allgemeines Ziel des Umweltschutzes sind Vermeidung bzw. Beseitigung von Beeinträchtigungen der Umwelt. Daher sind die Abwehr, Begrenzung und Beseitigung schädlicher Auswirkungen auf Mensch Tier und Pflanze sowie Wasser, Luft und Boden Hauptaufgaben des behördlichen Umweltschutzes. Den Rahmen setzen die Vorgaben des Wasser-, Naturschutz-, Bodenschutz-, Deich-, Abfall- und Immissionsschutzrechts.“